# Peyragudes
Pour les articles homonymes, voir Sanctuaire Notre-Dame de Peyragude.
Peyragudes est une station de sports d'hiver des Pyrénées située dans les départements des Hautes-Pyrénées et de la Haute-Garonne, en région Occitanie, à proximité du col de Peyresourde.
Elle est l’une des stations de la chaîne « Nouvelles Pyrénées ».
Depuis 1988, cette station réunit en une seule entité les stations de Peyresourde (versant Hautes-Pyrénées) et des Agudes (versant Haute-Garonne). Un de ses attraits est précisément cette double exposition. On peut passer d’un versant à l’autre le long de la ligne de crête, notamment par le cap de Pales en haut de la station.
Elle est labellisée « Famille Plus ».

## Historique

### Station de Peyragudes
La station de Peyragudes est créée en 1988 par la réunion de la station de Peyresourde (versant dans les Hautes-Pyrénées) et de celle des Agudes (versant en Haute-Garonne), ce qui a formé le nom de cette nouvelle station. On peut passer d’un versant à l’autre le long de la ligne de crête, notamment par le cap de Pales en haut de la station.
La station se trouve ainsi principalement sur le territoire des communes de Loudenvielle, Germ et Loudervielle du côté des Hautes-Pyrénées, et de Gouaux-de-Larboust du côté de la Haute-Garonne.
Dans son rapport (paru en 2024) sur la vulnérabilité des stations de ski face au changement climatique, la Cour des comptes classe Peyragudes comme l'une des stations de ski en France les plus vulnérables. Michel Pélieu, président de Peyragudes et du conseil départemental des Hautes-Pyrénées, a déploré une erreur dans le rapport ; selon lui, le mauvais classement de cette station serait dû au fait que c'est le village de Gouaux-de-Larboust qui a été retenu par la Cour des comptes comme autorité organisatrice de la station, alors que, selon lui, cette commune n'assure que 20 % de l'autorité organisatrice contre 80 % pour le département de la Haute-Garonne ; en outre, la station (qui est répartie sur deux versants) bénéficie aussi du soutien des Hautes-Pyrénées : « un versant haut-garonnais auquel il faut rajouter, pour calculer la surface financière de l’autorité organisatrice de la station, son pendant haut-pyrénéen représenté par le syndicat intercommunal de la vallée du Louron qui regroupe, pour le versant Peyresourde, l’ensemble des communes de cette vallée »,.

## Pistes et remontées mécaniques
La station de Peyragudes compte 48 pistes, dont :
- 6 pistes vertes ;
- 20 pistes bleues ;
- 15 pistes rouges ;
- 7 pistes noires,

et 19 remontées mécaniques :
- 1 télécabine débrayable, avec l'ascenseur valléen nommé Skyvall qui part de Loudenvielle et qui arrive au bas de la station de Peyresourde ;
- 9 télésièges dont 4 débrayables (3 TSD6 et 1 TSD4) ;
- 5 téléskis ;
- 3 tapis couverts ;
- 1 télé-corde,

ainsi que 250 canons à neige.
Les débutants peuvent y apprendre le ski facilement grâce à des pistes baby, des téléskis et télésièges pour débutants.
La station dispose aussi d’œufs (bosses serrées), de deux espaces freestyle (snowpark), d’une piste de fun-cross équipée d'un système « ski movie », d’un boardercross, de cinq zones « N'PY MOOV »…

## Galerie

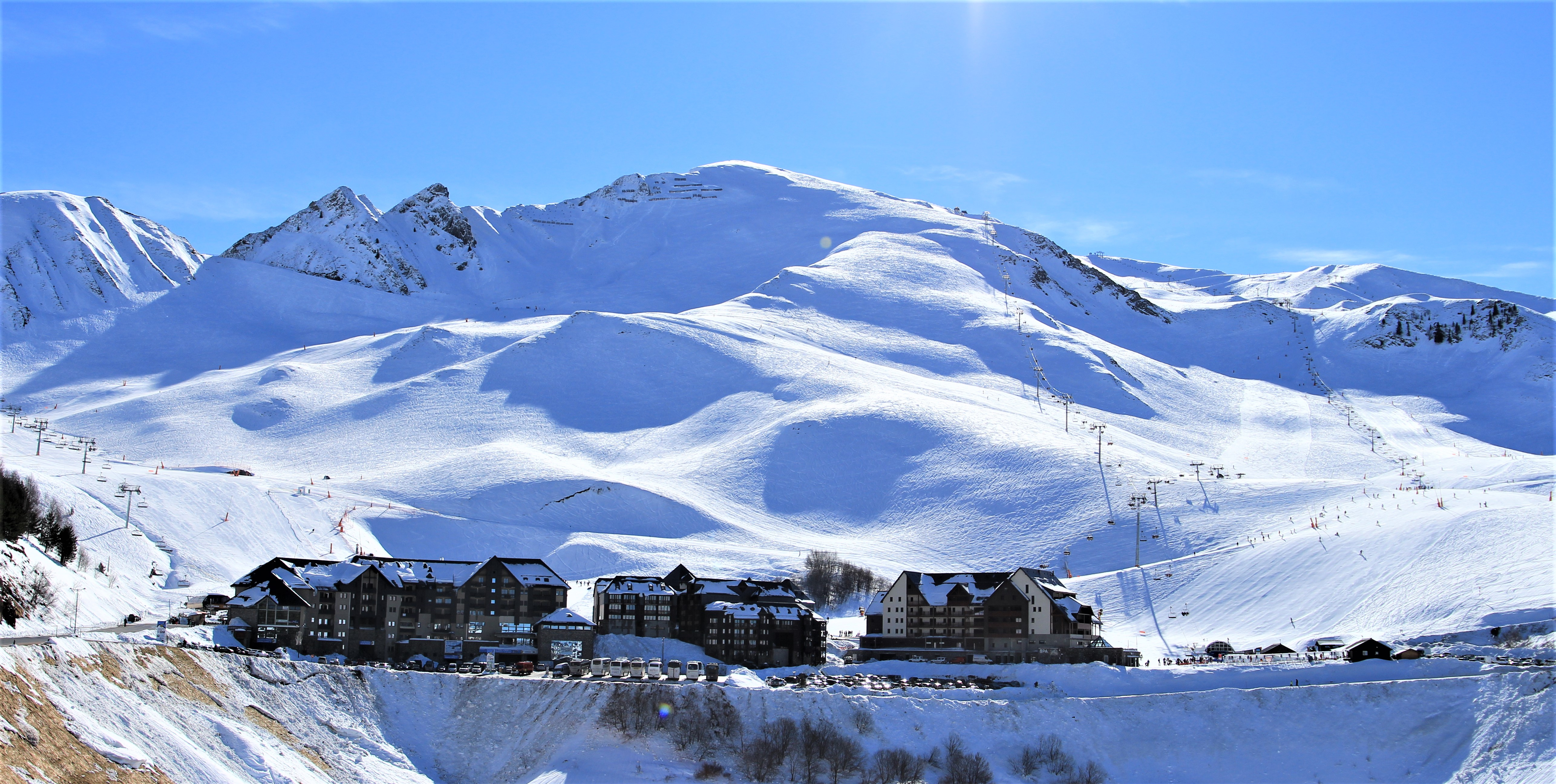
La station côté Peyresourde.
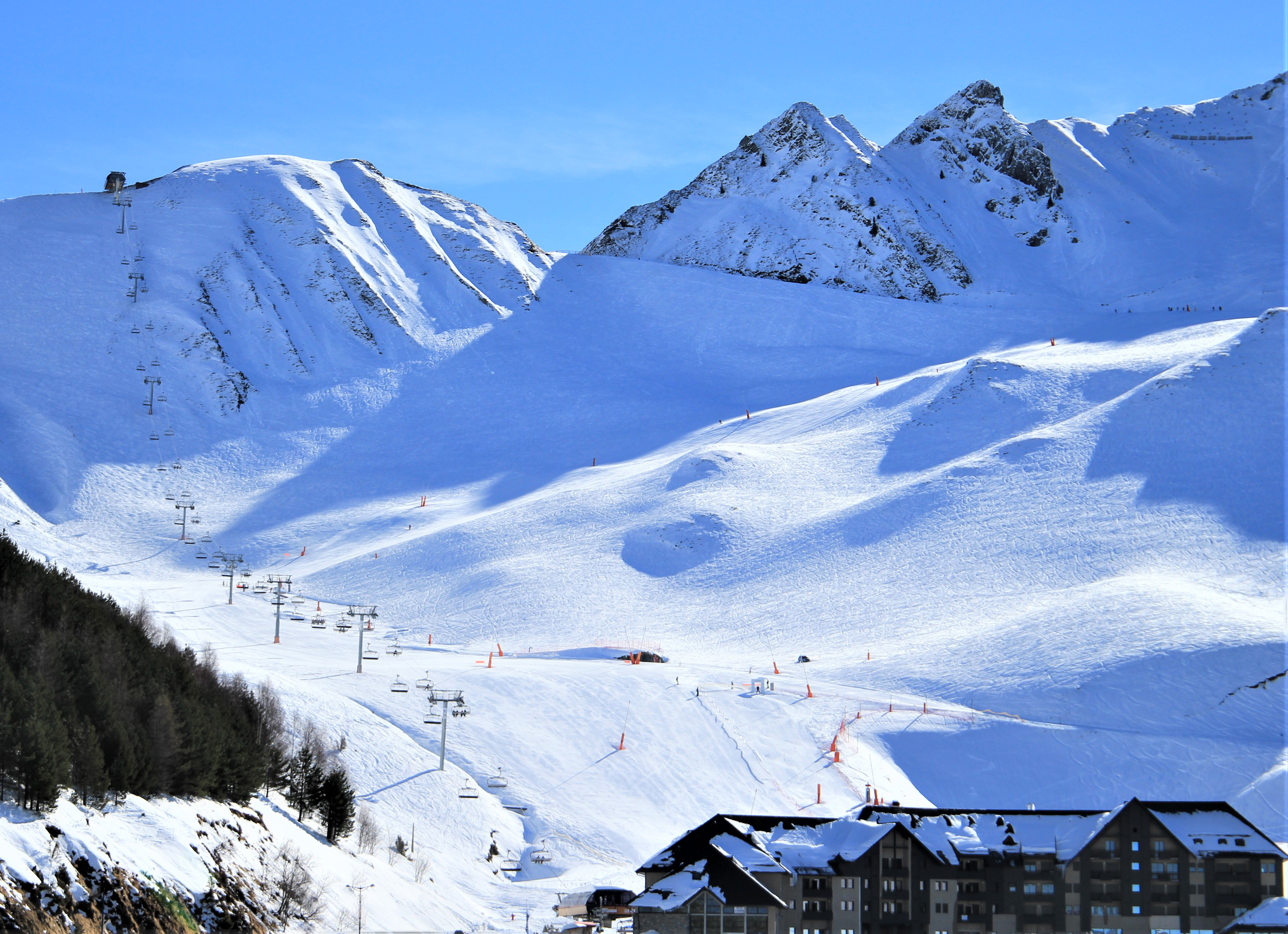
La remontée Serias.
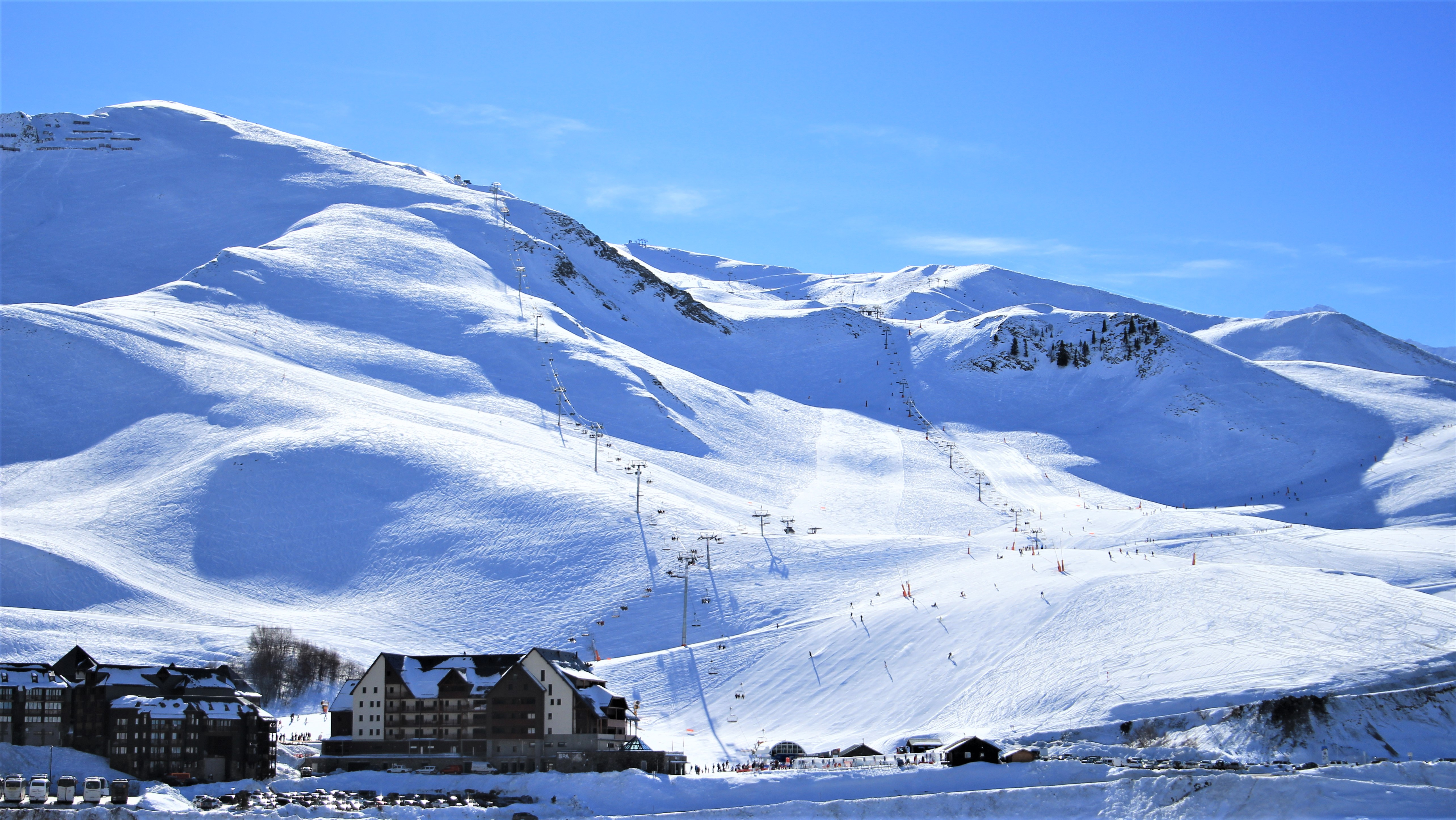
Les remontées Carrousel et Privilège.

## Compétitions

### Ski et snowboard
La station de Peyragudes a déjà accueilli les compétitions suivantes :
- le World Snowboard Day (le 20 décembre 2009) ;
- le Pyrénées Snowboard Tour Opening (du 9 au 10 janvier 2010) ;
- la Journée Snowboard Extreme Carving (le 10 janvier 2010) ;
- le Championnat de France de ski alpin, catégorie « cadets » (du 16 au 19 mars 2010) ;
- la Journée Snowboard Extreme Carving (du 22 au 23 janvier 2011) ;
- le Pyrénées Snowboard Tour (du 3 au 4 mars 2011) ;
- la Journée Demo Tour Swoard (du 14 au 15 janvier 2012 : ) ;
- le Pyrénées Snowboard Tour et la Coupe de France de boardercross (du 10 au 11 mars 2012) ;
- les Championnats de France de ski alpin catégories « cadets » et « juniors » (mars 2012) ;
- la N'PY Cup (le 9 janvier 2015) ;
- le « Word Rookie Tour » (du 21 au 24 janvier 2016) ;
- le Trophée des Six-Pics (le 25 mars 2018) ;
- le Peyragudes ski tour, championnat régional (le 22 janvier 2020) ;
- la Coupe de France de ski alpin (le décembre 2021) ;
- les Vertic'Agudes (le 3 décembre 2022) ;
- la 3e étape de la Coupe du monde jeunes de ski-alpinisme (du 23 au 26 mars 2023) ;
- le Week-end FreeTest organisé par « Planète Freeride » (du 14 au 15 décembre 2024).

### Cyclisme

#### Tour de France
| Édition | Étape                                       | Vainqueur de l'étape |
| ------- | ------------------------------------------- | -------------------- |
| 2012    | 17e étape (Bagnères-de-Luchon - Peyragudes) | Alejandro Valverde   |
| 2017    | 12e étape (Pau - Peyragudes)                | Romain Bardet        |
| 2022    | 17e étape (Saint-Gaudens - Peyragudes)      | Tadej Pogačar        |
| 2025    | 13e étape (Loudenvielle - Peyragudes)       | Tadej Pogačar        |

Le 19 juillet 2012, la station est l'arrivée de la 17e étape du Tour de France 2012. Alejandro Valverde, échappé, remporte l'étape de justesse, bénéficiant d'un concours de circonstances favorables : Christopher Froome, qui paraît alors le plus fort et qui a tenté d’attaquer dans les derniers kilomètres pour s’adjuger l’étape, a pour consigne d'attendre son leader Bradley Wiggins, moins fort que lui en montagne et qui n’a pas pu le suivre.
Le 13 juillet 2017, la station est l'arrivée de la 12e étape du Tour de France 2017 mais cette fois-ci en empruntant pour le final la piste de l'altiport de Peyragudes, très raide. L'étape est gagnée par le Français Romain Bardet tandis que Christopher Froome, un peu distancé dans le mur final, cède provisoirement pour quelques secondes seulement son maillot jaune à Fabio Aru.
Le 25 juillet 2018, la 17e étape du Tour de France 2018 passait par Peyragudes, avec une ascension effectuée par Bagnères-de-Luchon puis la route D117. L'Estonien Tanel Kangert franchissait cette difficulté en tête.
Le 20 juillet 2022, l'altiport de Peyragudes reçoit l'arrivée de la 17e étape du Tour de France 2022, avec un départ à Saint-Gaudens. Tadej Pogačar s'y impose devant le leader du classement général Jonas Vingegaard.

#### Autres courses
Le 20 juin 2010, la station sert à l'arrivée de la troisième étape de la Route du Sud, un contre-la-montre de 16,4 km parti de Loudenvielle jusqu'à la station par une nouvelle route récemment construite. David Moncoutié est le plus rapide dans cet exercice.
Le 8 septembre 2013, la station est l'arrivée de la 15e étape de la Vuelta 2013. Au terme de cette étape, c'est Alexandre Geniez qui s'impose en échappé avec plus de trois minutes d'avance sur le groupe des favoris. Alexandre Geniez avait faussé compagnie à son compagnon d'échappée dans la descente du port de Balès.

#### Profil de l'ascension
L'ascension vers la station de Peyresourde-Balestas (Peyragudes) nécessite au préalable de grimper le col de Peyresourde ou une grande partie de celui-ci selon la route finale utilisée.
Depuis le croisement (1 550 m) entre les routes D618 et D117 350 m après le col de Peyresourde, il reste 2,2 km à 2,3 % jusqu'au rond-point au centre de la station mais cette moyenne est tronquée par une descente sur la fin. Il faut en effet grimper 1,45 km à 6,45 % jusqu'au point le plus élevé, à près de 1 645 m d'altitude avant de descendre sur près de 750 m.

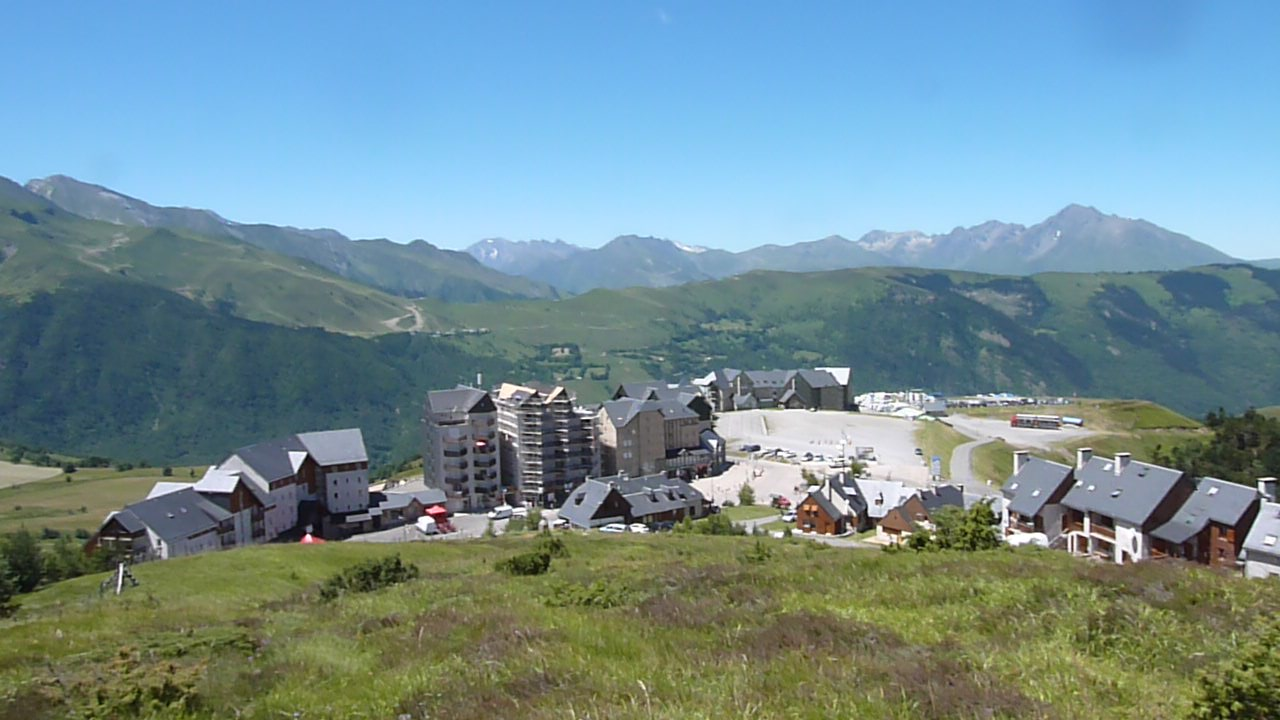
Peyragudes en été
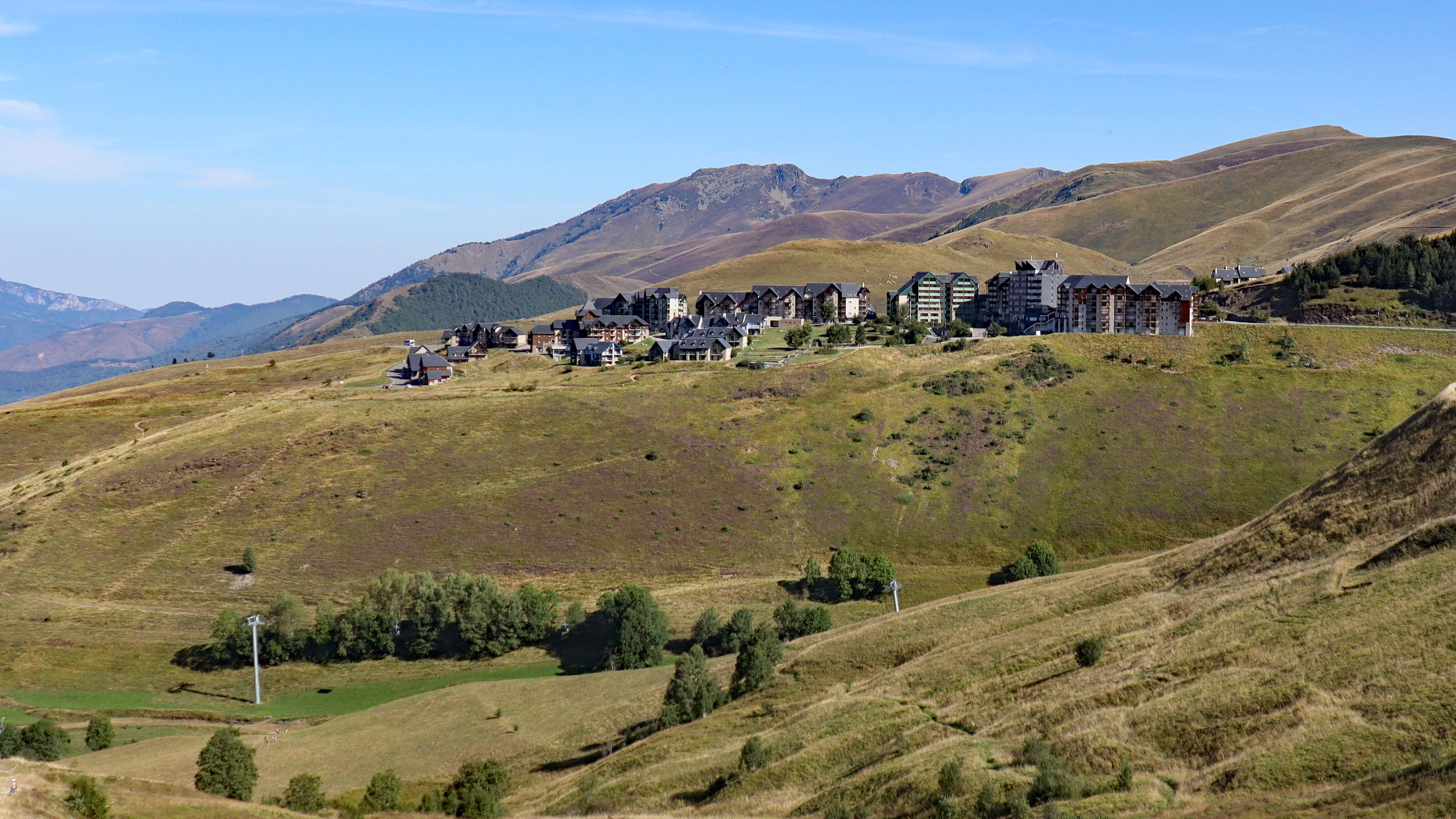
Peyresourde Balestas
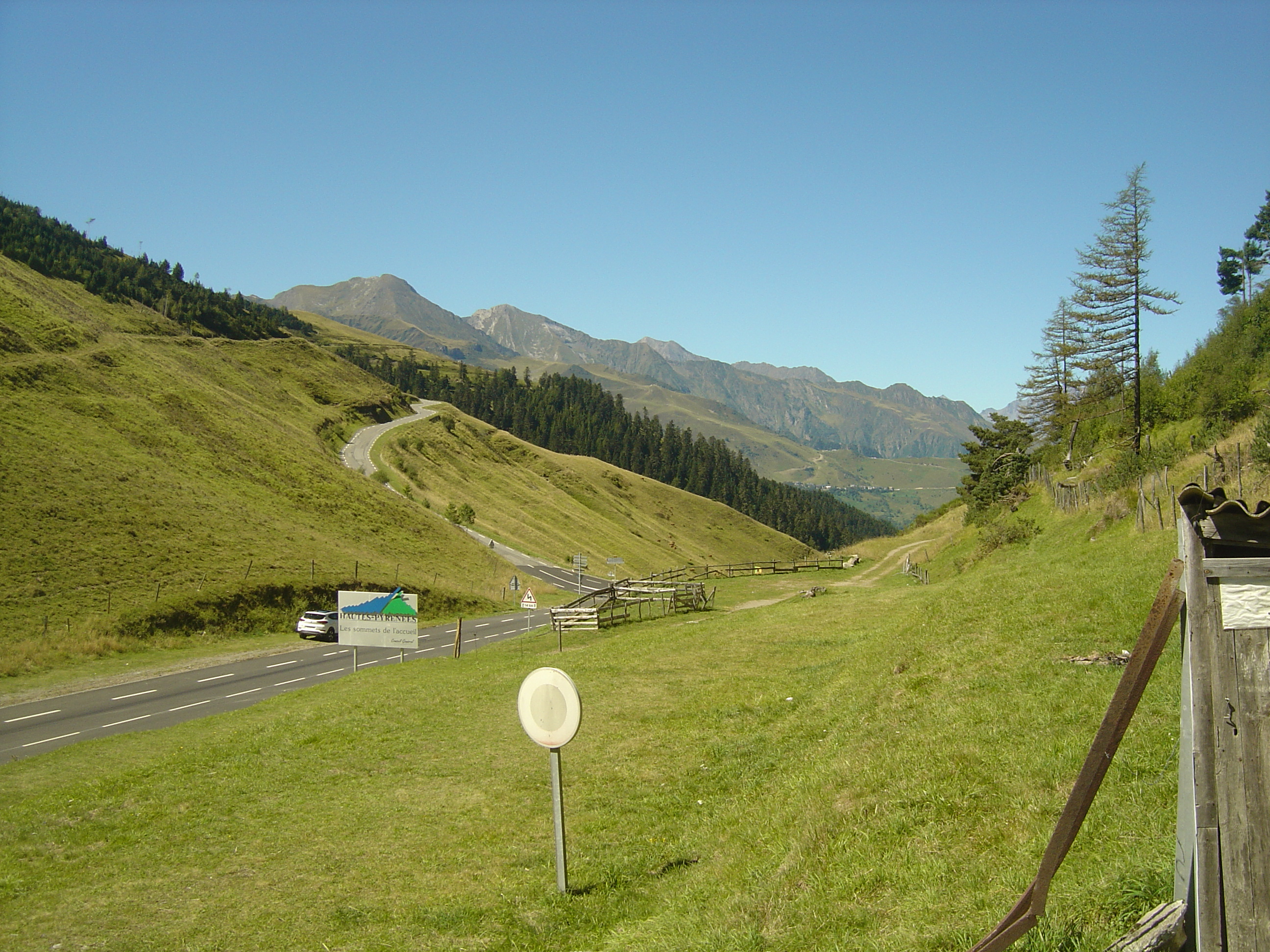
350 m après le col de Peyresourde, la D117 montant à gauche vers Peyresourde-Balestas (Peyragudes).
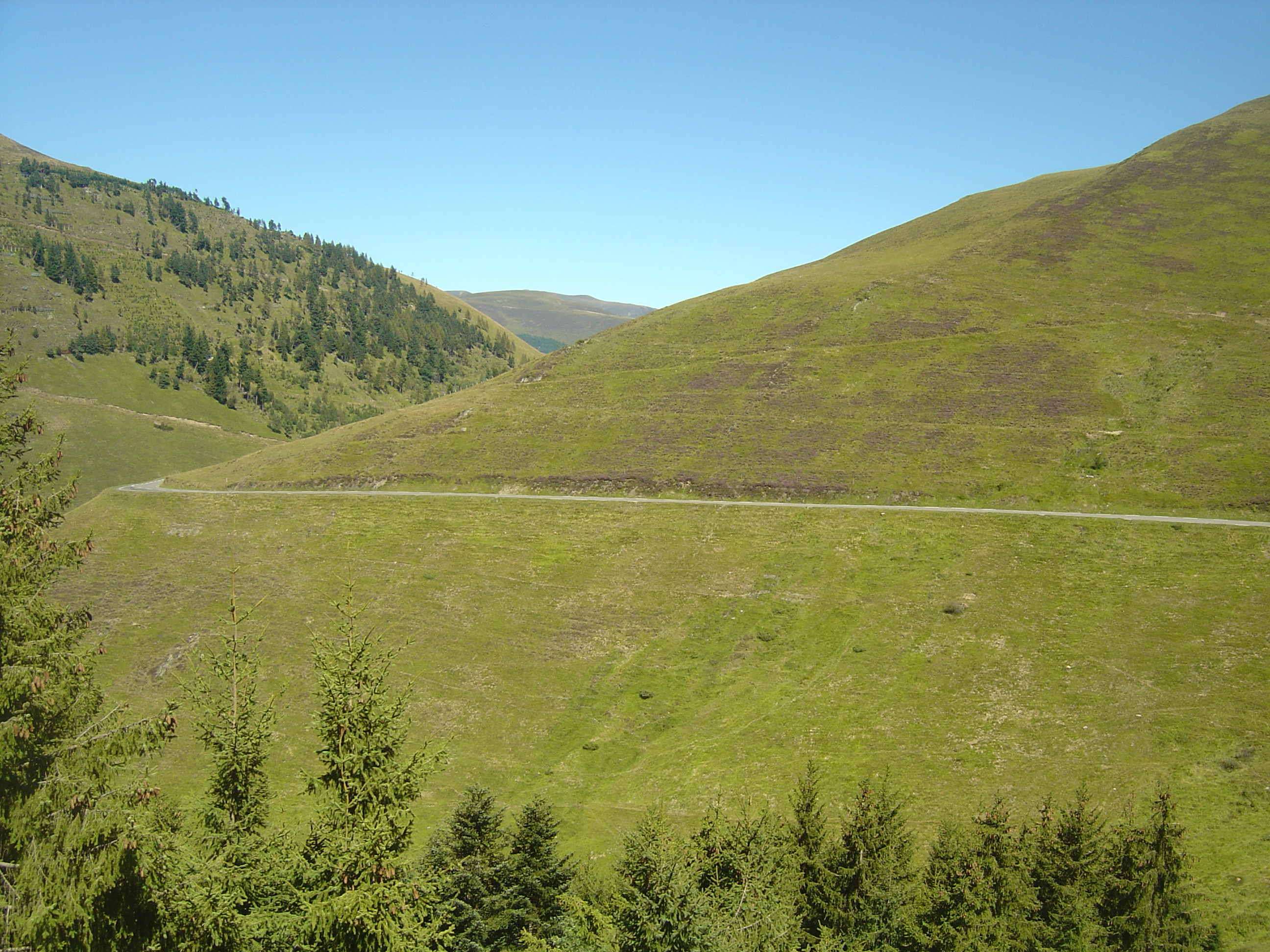
Vue en arrière sur une portion de l'ascension vers Peyresourde Balestas, sur la route D117, juste après le col de Peyresourde.
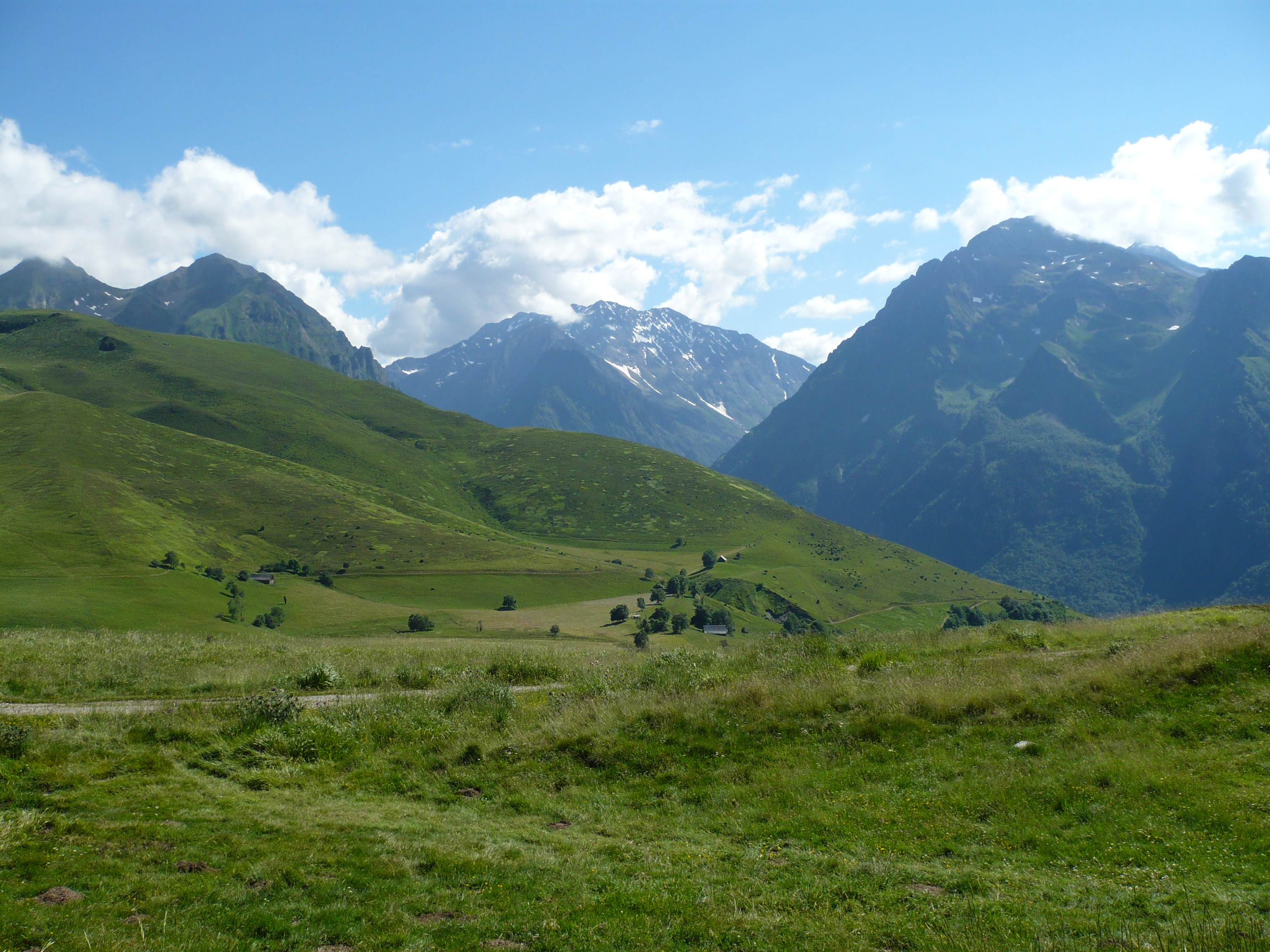
Montagnes depuis le hameau de Balestat (juillet 2008)

Depuis le carrefour (1 369 m) entre les routes D618 et D619, il reste 3 km à 7,7 % alors jusqu'au rond-point au centre de la station (1 600 m). Il s'agit de la route la plus récente. Cependant sur le Tour de France 2017, l'arrivée fut jugée un peu plus bas sur l'altiport (1 584 m) en empruntant la piste de celui-ci, agrandie et re-goudronnée pour l'occasion puis très raide avec un passage à 16 %.

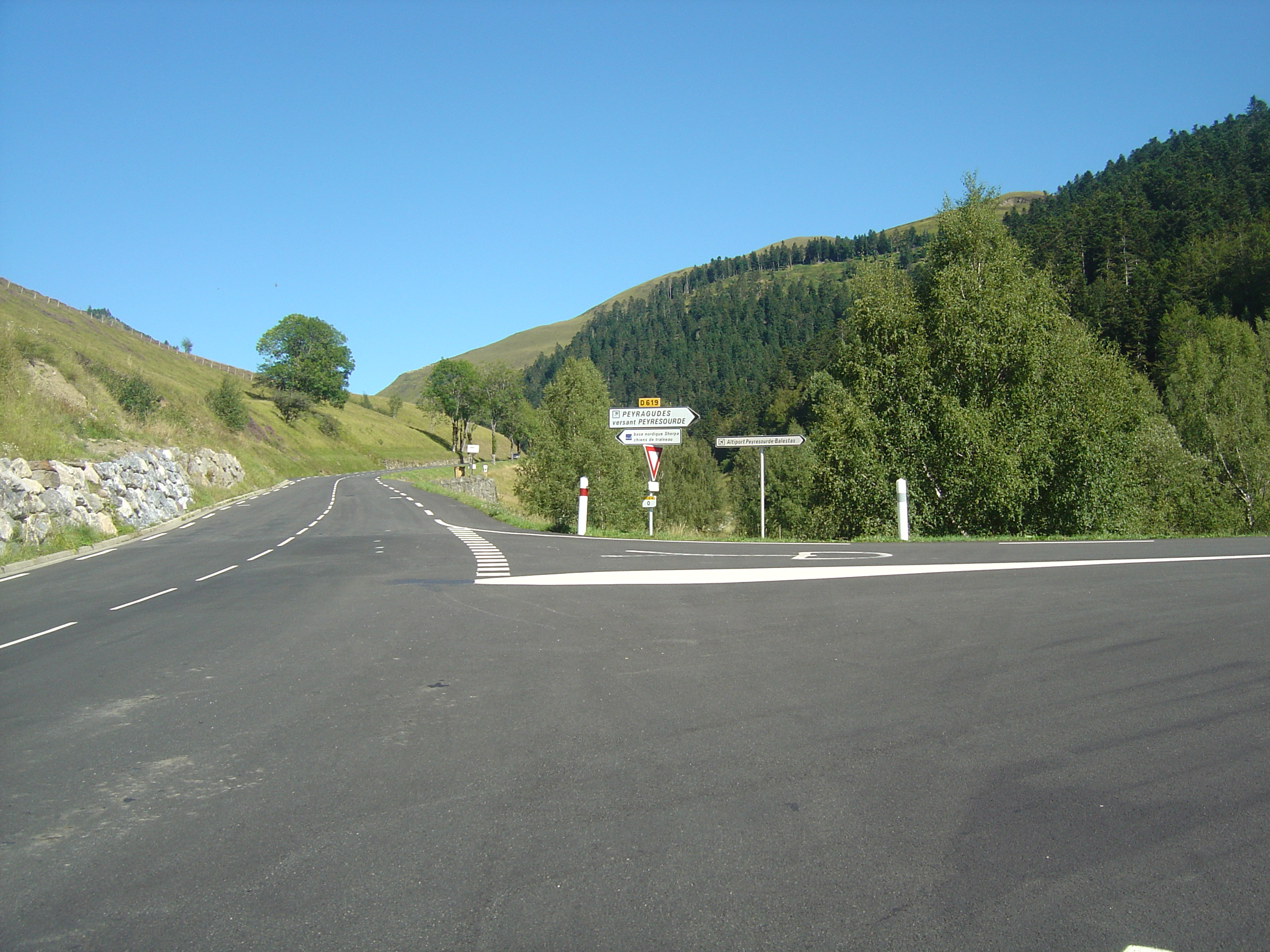
Carrefour (1 369 m) entre la nouvelle route de Peyresourde Balestas (D619, station de Peyragudes) et la route du col de Peyresourde (D618).
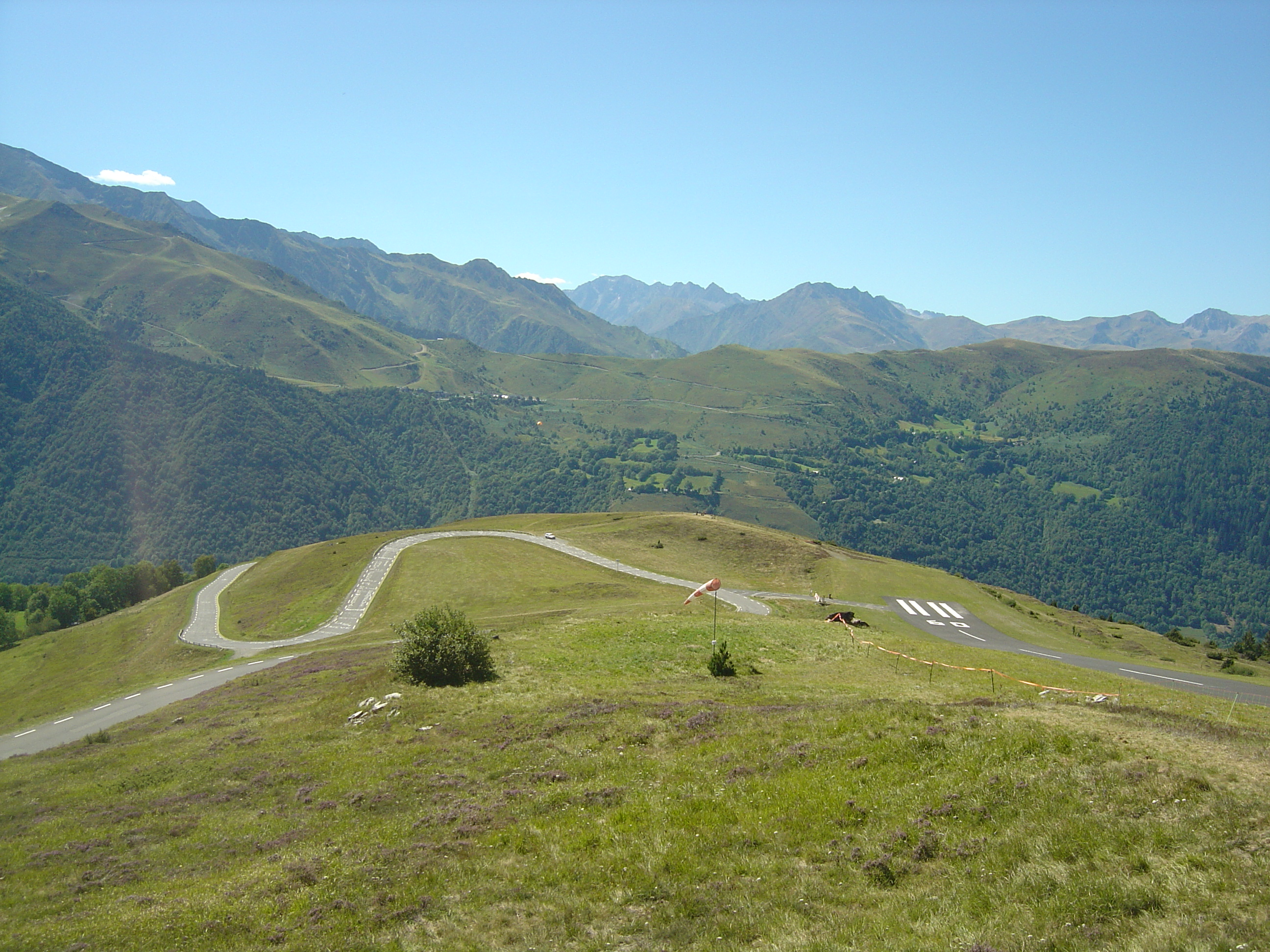
Vue plus bas sur le final de l'ascension de Peyragudes par la D619 et également à droite sur la piste de l'altiport (empruntée sur le Tour de France 2017).

Au total, la station a :
- par le versant est, depuis le grand-rond-point (627 m) à l’entrée de Bagnères-de-Luchon et au départ de la route D618, entre la rue Alexandre Fleming, l’avenue du maréchal Foch et le cours de la Casseyde[11] ; et en passant par la D117 après le col de Peyresourde, en comptant la petite descente finale ; 16,25 km à 6 %
- par le versant est, depuis le carrefour entre les routes du port de Balès et du col de Peyresourde (829 m)[12] ; et en passant par la D117 après le col de Peyresourde, en comptant la petite descente finale ; 12,25 km à 6,3 %
- depuis le rond-point (721 m) des routes D19, D919 et D929 à Arreau[13] ; puis en suivant la D618 et finalement la D619 ; 18,75 km à 4,7 %
- depuis Arreau (721 m) ; puis en suivant la D618 et finalement la D117 juste avant le col de Peyresourde, en comptant la petite descente finale ; 20,2 km à 4,35 %
- depuis le rond-point avant Avajan (910 m)[14] ; puis en suivant la D618 et finalement la D619 ; 10,25 km à 6,7 %
- depuis le rond-point avant Avajan (910 m) ; puis en suivant la D618 et finalement la D117 juste avant le col de Peyresourde en comptant la petite descente finale ; 11,7 km à 5,9 %
- depuis Armenteule (940 m environ) ; puis en suivant la D618 et finalement la D619 ; 8,8 km à 7,5 %
- depuis Armenteule (940 m environ) ; puis en suivant la D618 et finalement la D117 juste avant le col de Peyresourde en comptant la petite descente finale ; 10,3 km à 6,4 %.

### Longboard, longskate et luge
- Du 9 au 12 juillet 2008 : Peyragudes a accueilli le championnat du monde de descente
- Du 9 au 12 août 2012 : Peyragudes a accueilli une manche du championnat de France et du monde de descente[15] : "Peyragudes Never Dies"
- Du 8 au 11 août 2013 : Peyragudes accueilli l'étape du championnat de France de Descente 2013 et l'étape de la Coupe du Monde IDF : "Peyragudes Never Dies"[16]
- Du 7 au 10 août 2014 : Peyragudes accueilli l'étape du championnat de France de Descente 2014 et l'étape de la Coupe du Monde IDF : "Peyragudes Never Dies"[16]
- Du 11 au 14 août 2016 : Peyragudes accueille le championnat de France de descente 2016 toujours sous le nom "Peyragudes never dies"[17]

## James Bond

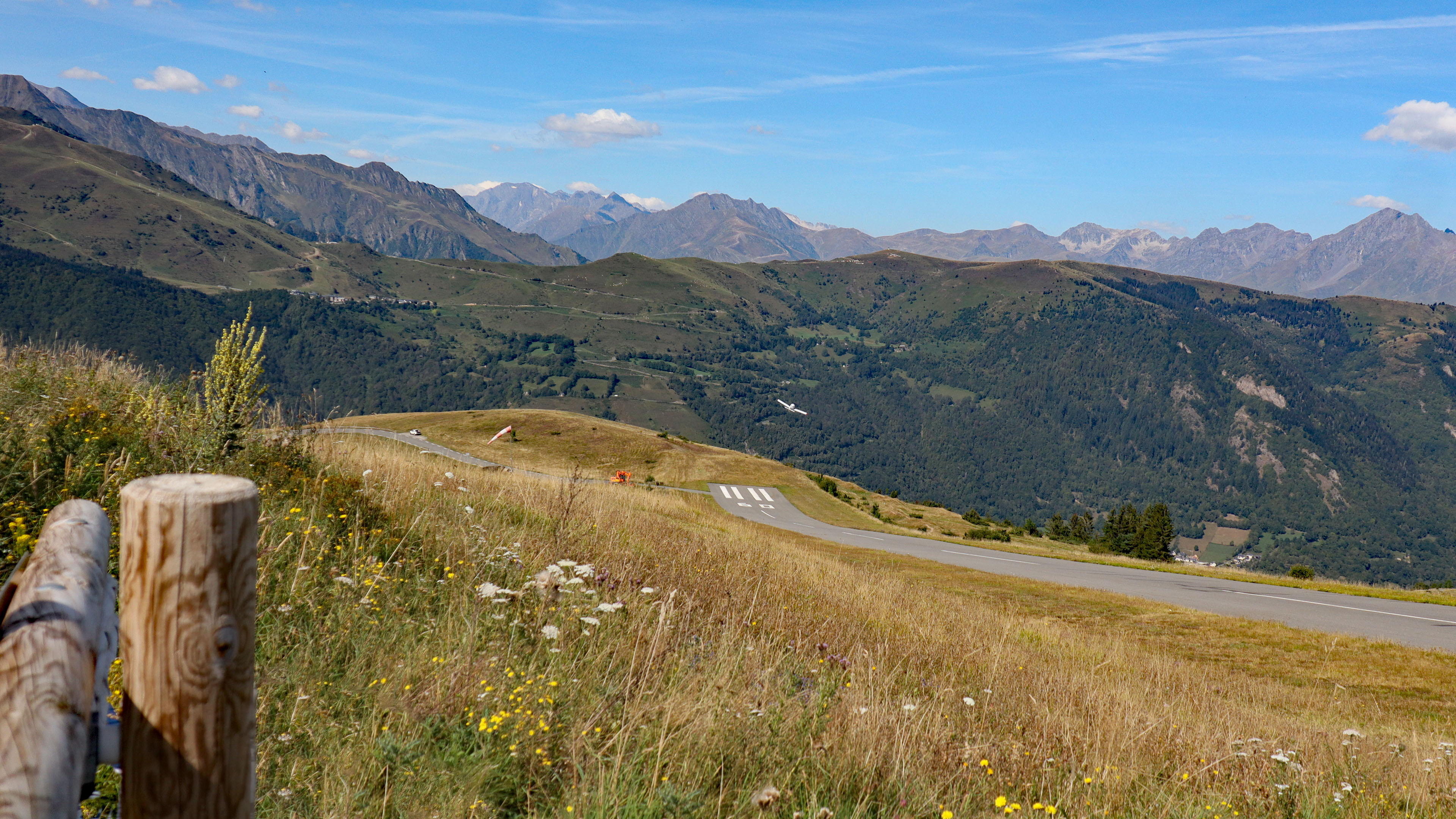
La piste de l'altiport de Peyresourde-Balestas.

En janvier et février 1997, la station ainsi que l'altiport adjacent ont servi de lieu de tournage au prélude du dix-septième film de la série James Bond, Demain ne meurt jamais, censé se passer dans le Caucase : James Bond y est infiltré pour espionner une vente d'armes à des terroristes, sur un altiport ; il s'échappe en avion de chasse, in extremis, avant qu'un missile mer-sol lancé par la Royal Navy ne détruise le site.
Pour l'occasion, la production du film a passé un contrat avec EDF pour enterrer plusieurs kilomètres de lignes à haute-tension.
En 2017, soit vingt ans après le tournage, la station a créé une nouvelle piste bleue baptisée « piste 007 » qui se termine à proximité de l'altiport. Deux ans plus tard est inaugurée la télécabine Skyvall, en référence à Skyfall, vingt-troisième film de la série James Bond,.